# 라아나나

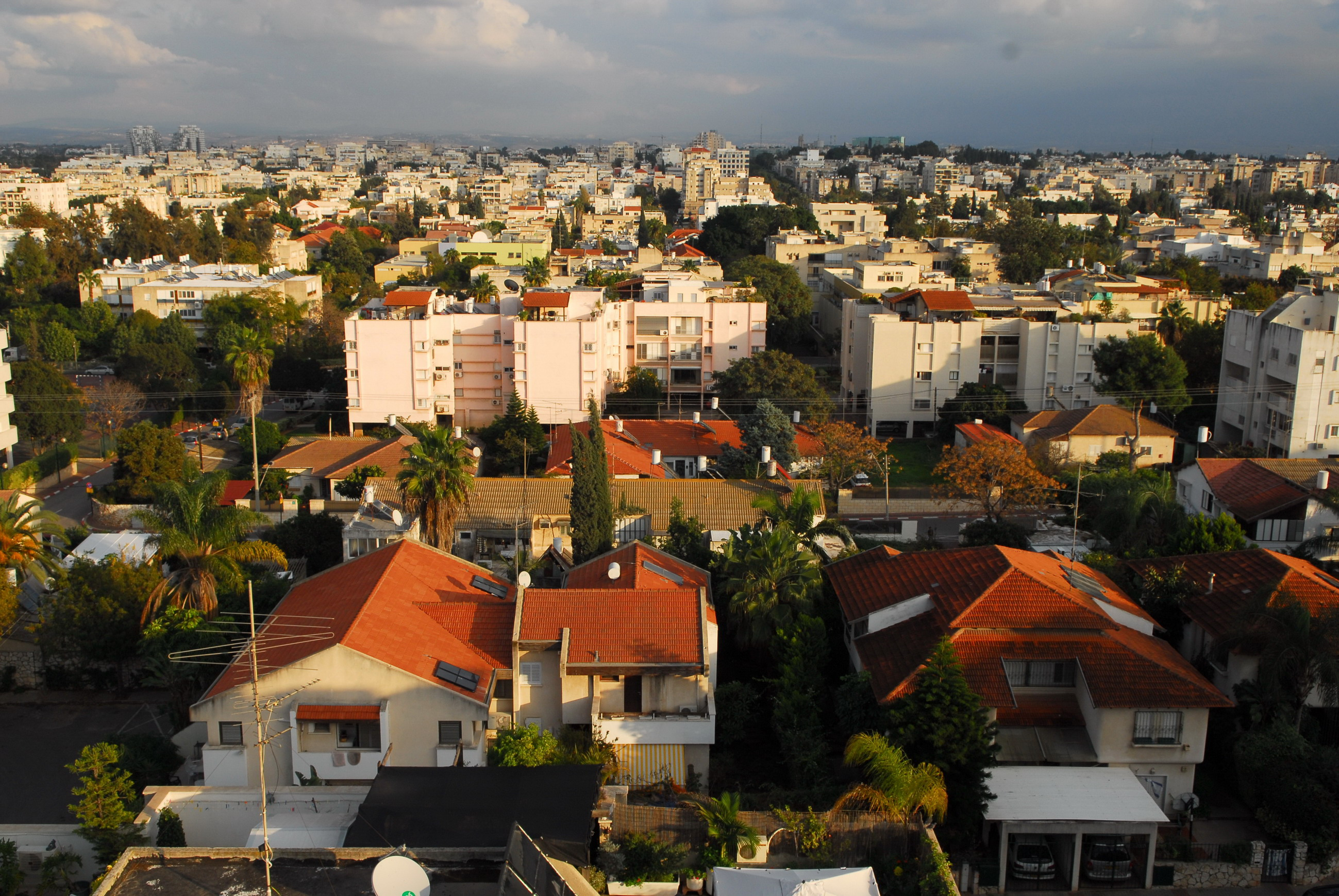
라아나나 시가지

시 문장

라아나나(Ra'anana, 히브리어: רַעֲנָנָה)는 이스라엘 텔아비브 구에 위치한 도시로, 인구는 68,300명(2009년 기준)이다. 이스라엘 원주민이 주를 이루며 그 중에서도 영어권과 프랑스어권, 스페인어권 국가 이민자 출신이 많다. 도시 이름은 히브리어로 "신선한"을 뜻한다.

## 자매 도시
- 네덜란드 옵스테를란드
- 독일 브람셰
- 프랑스 불로뉴비양쿠르
- 이탈리아 베로나
- 중화민국 타이난시
- 미국 애틀랜타
- 독일 고슬라어
- 폴란드 포즈난